# Aphelocheirus
Aphelocheirus är ett släkte av insekter. Aphelocheirus ingår i familjen vattenfisar.
Släktet innehåller bara arten Aphelocheirus aestivalis. Aphelocheirus är enda släktet i familjen Aphelocheiridae.

## Bildgalleri

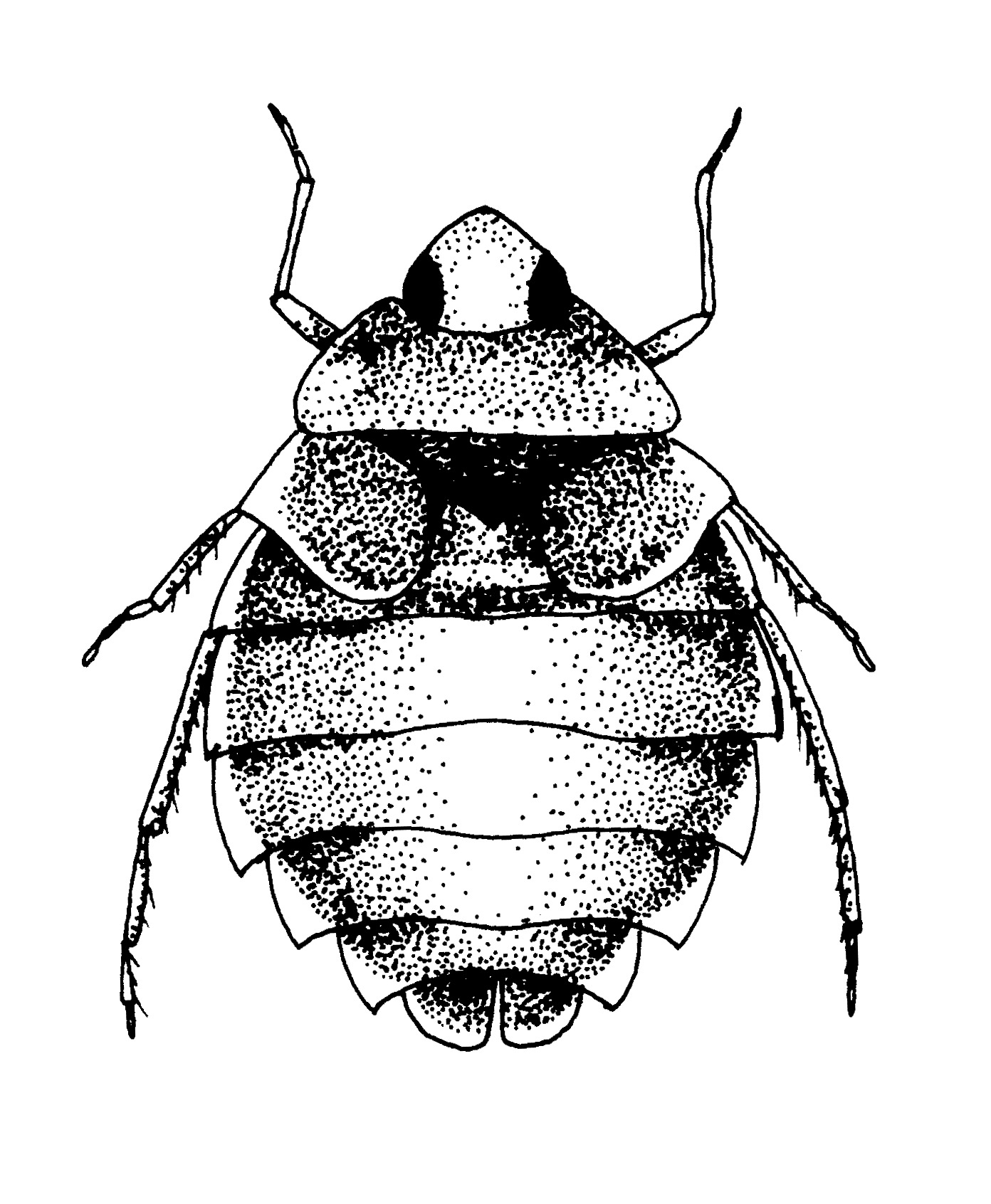